# Estatua ecuestre de Francisco Pizarro (Lima)
El Monumento a Francisco Pizarro es una estatua ecuestre, realizada por el artista estadounidense Charles Cary Rumsey, cuya viuda donó a la ciudad de Lima. La estatua está ubicada en el Pasaje Santa Rosa, entre la Plaza Mayor y el Palacio Municipal, erigida como homenaje del municipio a la fundación de la ciudad el 18 de enero de 1535 por el conquistador Francisco Pizarro para la recuperación del Centro histórico de Lima.

## Historia
La estatua de Pizarro en Lima fue inaugurada el 18 de enero de 1935 con motivo de la celebración del IV centenario de la fundación de la ciudad. La escultura fue una donación de Mary Harriman, viuda del escultor Charles Rumsey, y fue enviada a Lima desde Nueva York, donde había sido realizada por el propio autor aunque fundida por E.Gargani.
En su discurso de inauguración, el entonces alcalde de Lima Luis Gallo Porras destacó la "figura preclara del héroe y del civilizador". El monumento fue instalado en el atrio de la Catedral de Lima.

### Traslado en 1952
Ante las quejas del nuevo titular de la Arquidiócesis de Lima, el Cardenal Juan Landázuri Ricketts durante el gobierno municipal de Luis Dibós siendo Presidente del Peru el General de Ejército Manuel Arturo Odría Amoretti, la estatua fue movida en 1952 a la plaza Pizarro, ubicada en la intersección del Jirón de la Unión con el Jirón Conde de Superunda, en el lateral izquierdo del Palacio de Gobierno y al lado del Palacio Municipal de Lima, en una esquina de la plaza de armas de Lima. La decisión fue debida a la resistencia de la archidiócesis de Lima, que se oponía a que el monumento permaneciera frente a la catedral de la ciudad, indicando que “restaba visibilidad a la iglesia Mayor del Perú”.

### Segundo traslado en 2003
Desde 1997 durante la gestión de Alberto Andrade Carmona hubo iniciativas que no se concretaron para que el monumento fuese retirado del entorno de la plaza mayor. Así, la estatua ecuestre estuvo ubicada en la plaza homónima hasta la madrugada del 28 de abril de 2003, cuando el alcalde Luis Castañeda Lossio dispuso el retiro de esa estatua. La plazoleta fue remodelada y en su lugar se colocó una fuente y un asta donde se iza la bandera del Perú, la plaza fue rebautizada como Plaza Perú. Finalmente, en el año 2004, el alcalde de la comuna limeña dispuso la reubicación desde la Plaza Mayor al Parque de la Muralla, sin el pedestal con el que fue inaugurado y que tuvo a lo largo de su historia, colocándose sobre una base de concreto.

### Regreso al centro histórico de Lima en 2025
Tras dos décadas postergada en el Parque de la Muralla, en diciembre de 2024 la Municipalidad Metropolitana de Lima, de cara a la celebración el 18 de enero de 2025 del 490 aniversario de la fundación española de la ciudad, anunció el regreso de la estatua de Francisco Pizarro al centro histórico de la capital peruana. De este modo, la Gerencia de Planificación, Gestión y Recuperación del Centro Histórico de Lima (PROLIMA) hizo público que la escultura se instalaría en el Pasaje Santa Rosa, ubicado entre la Plaza Mayor y el Palacio Municipal, compartiendo así espacio con el monumento al curaca Taulichusco, como homenaje y reconocimiento al carácter mestizo y a la realidad hispánica de la identidad peruana. La ceremonia oficial de inauguración fue presidida por el alcalde de Lima, Rafael López Aliaga, promotor de la medida, y la presidenta de la Comunidad de Madrid, Isabel Díaz Ayuso, quien viajó a Lima como parte de la delegación española, compuesta por diplomáticos y descendientes de Pizarro.

## Galería

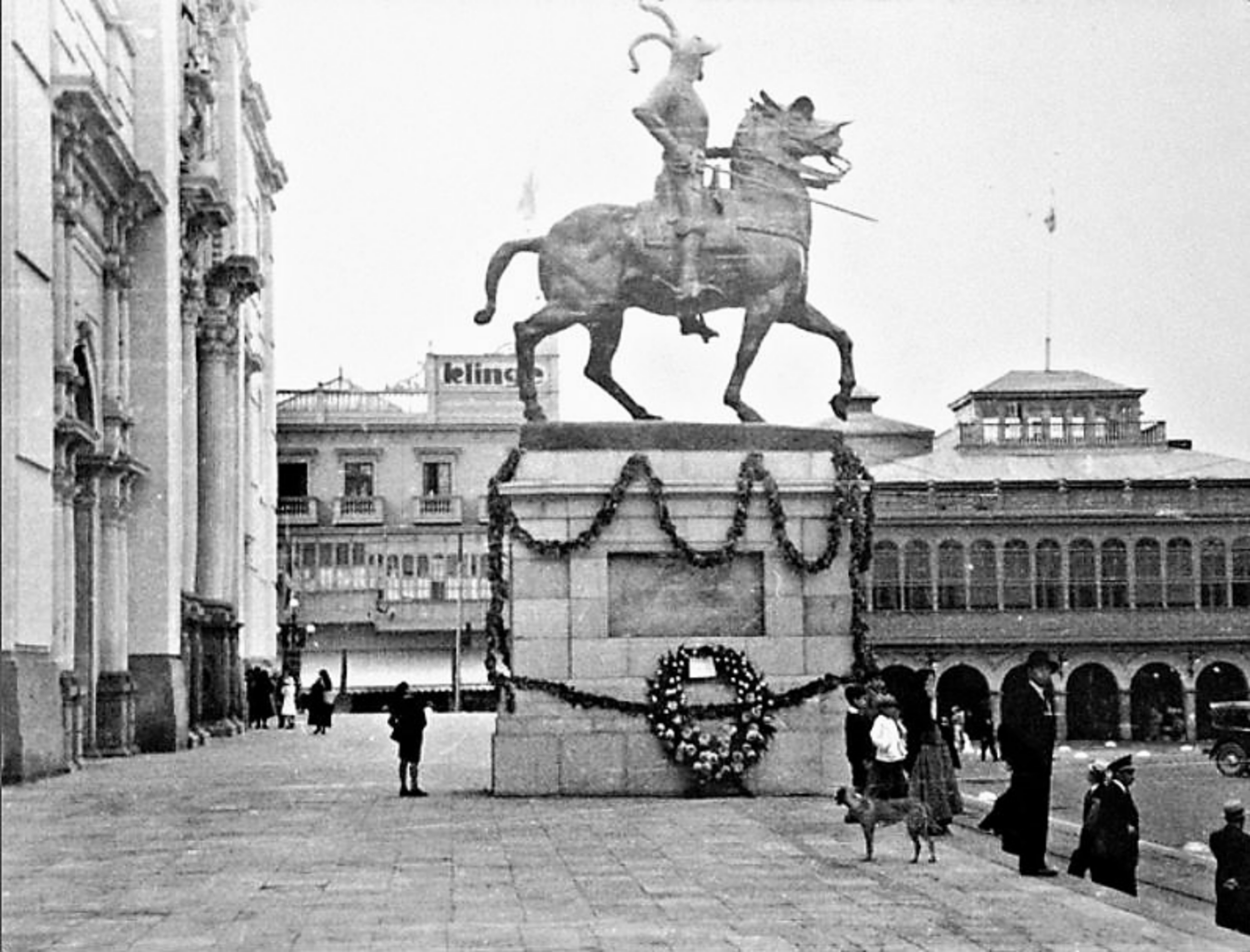
La estatua cuando se encontraba en el atrio de la Catedral de Lima (de 1935 a 1952)
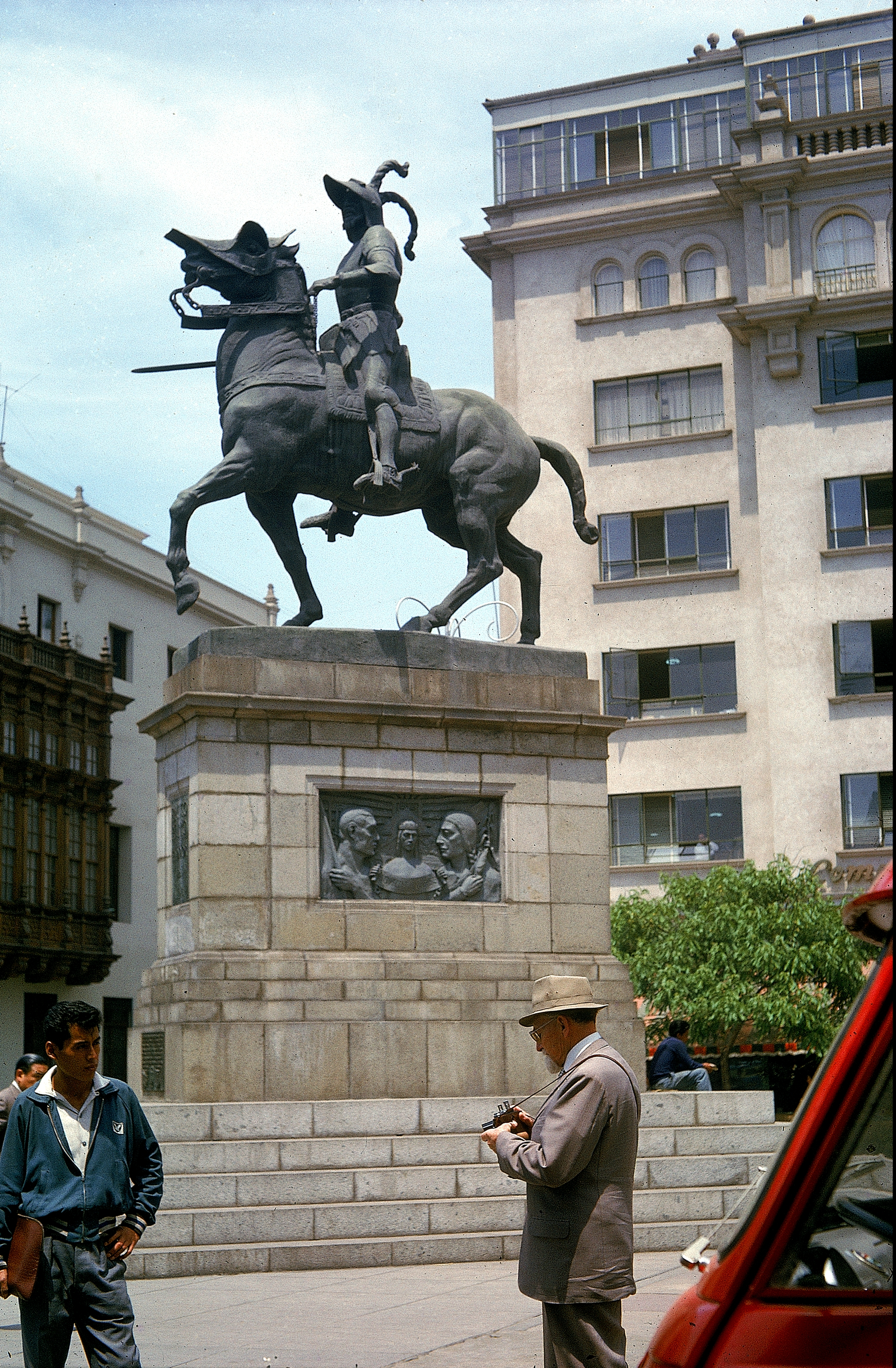
En la plaza Pizarro (de 1952 a 2003)
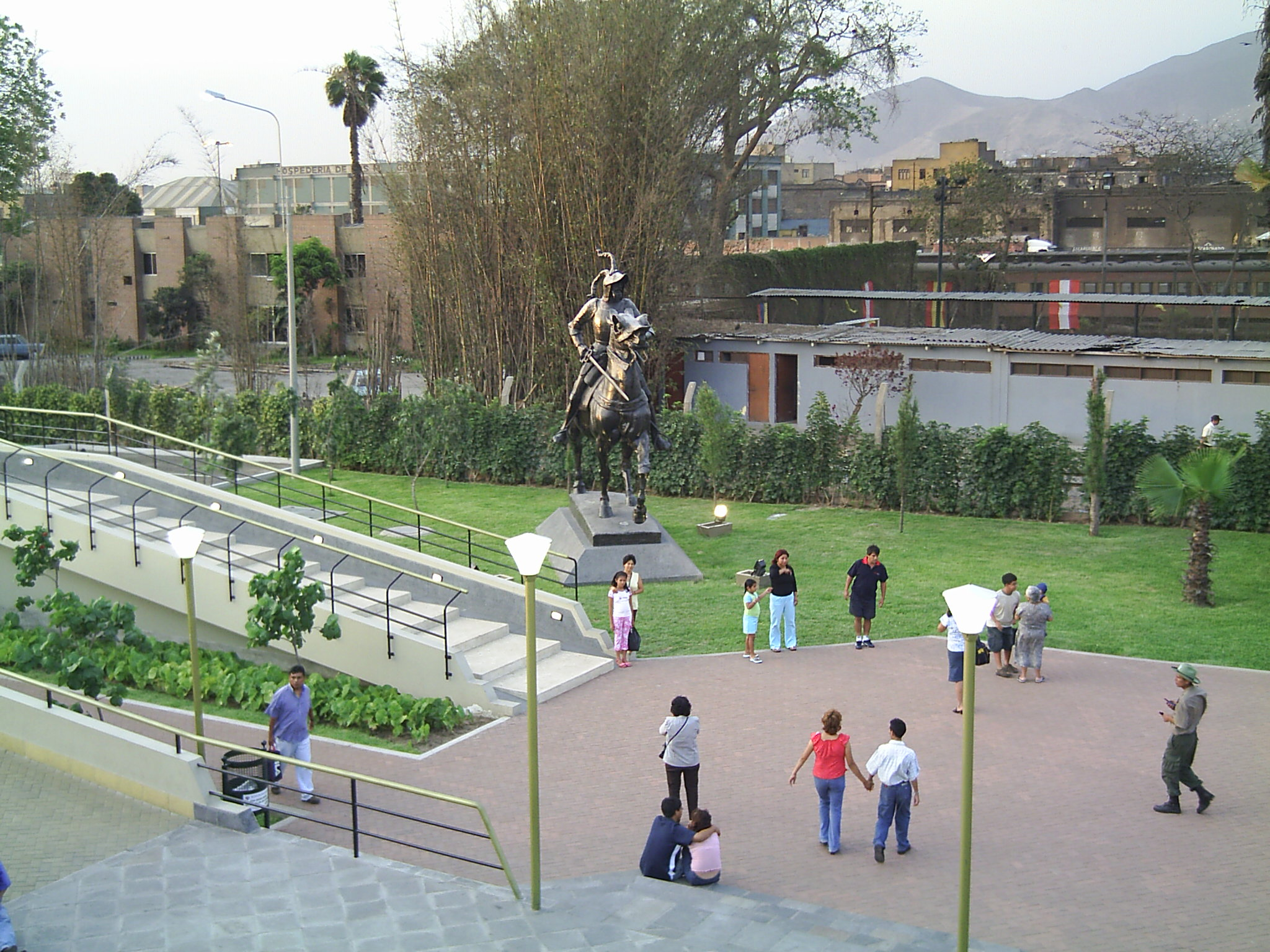
El monumento cuando se ubicaba en el Parque de la Muralla (de 2003 a 2025)
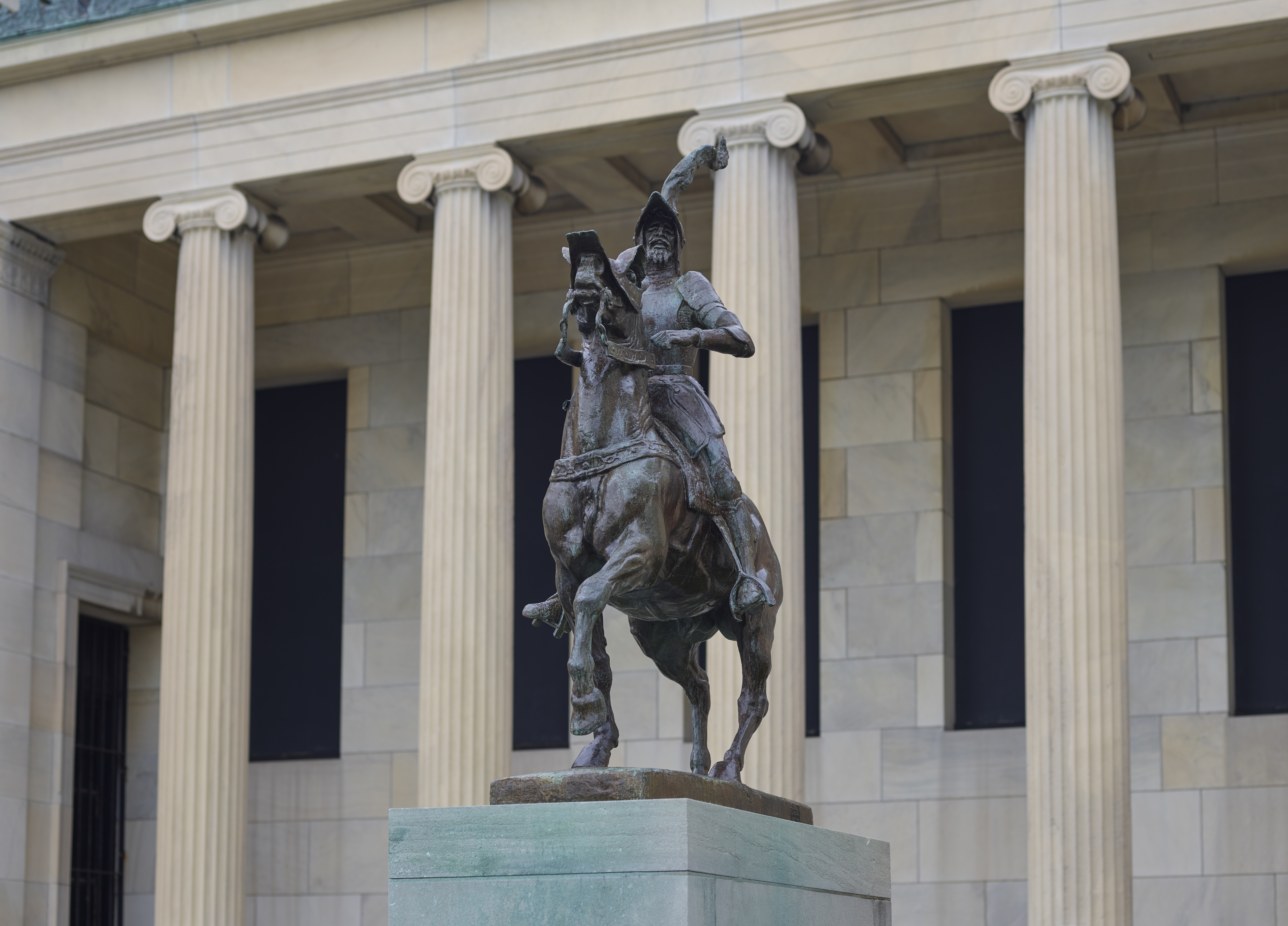
La estatua de Pizarro en Búfalo (Estados Unidos)
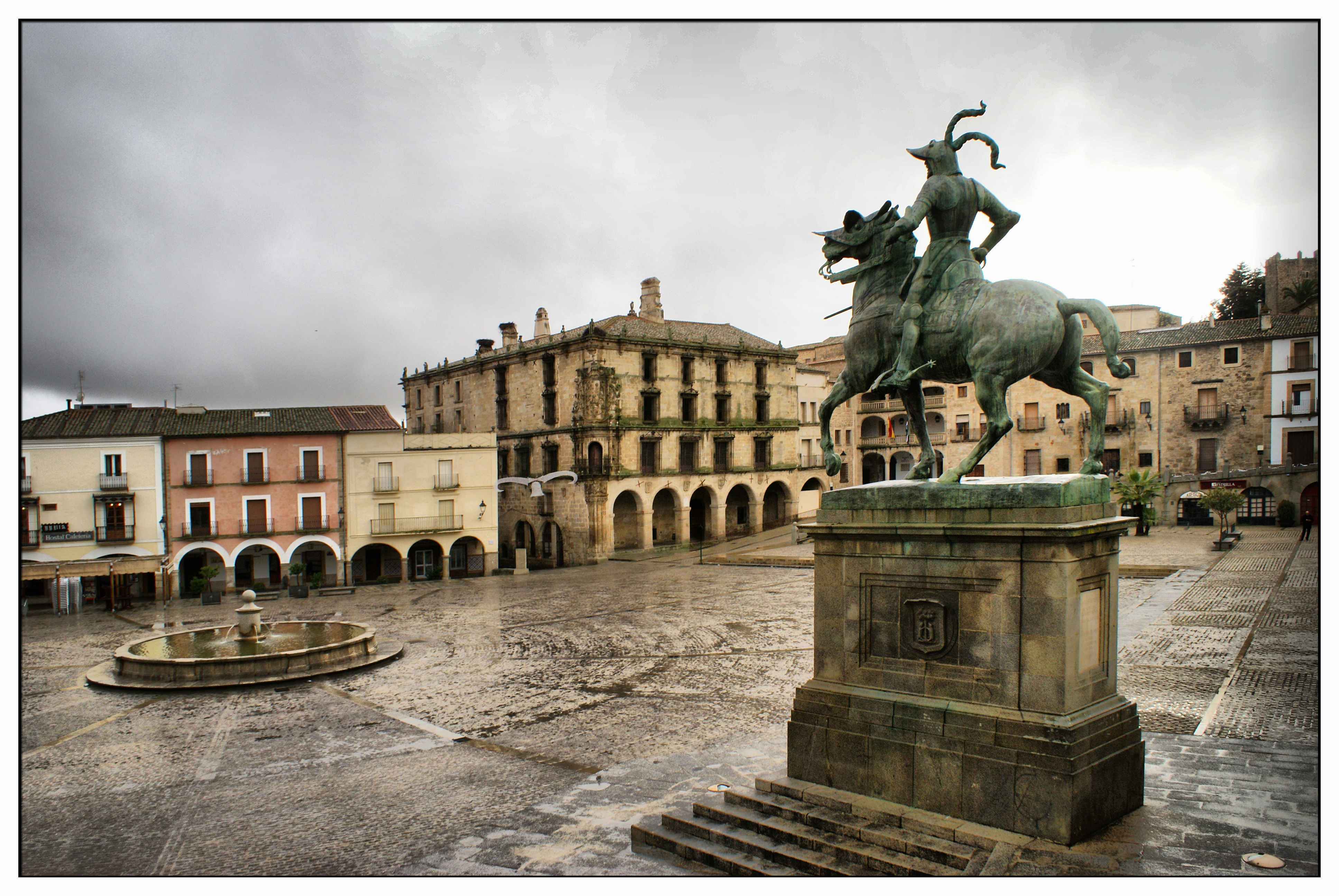
El monumento a Pizarro, en Trujillo (España)